# Pierre Schoendoerffer
Pierre Schoendoerffer (tiếng Pháp: Pierre Schœndœrffer, 05 tháng 05, 1928 tại Chamalières - 14 tháng 03, 2012 tại Clamart) là nhà văn, nhà biên kịch, đạo diễn, và nhà sản xuất phim tài liệu người Pháp 
Trong Chiến tranh Đông Dương, ông là phóng viên chiến trường, quay phim chiến tranh ở chiến trường Điện Biên Phủ cho đến ngày kết thúc chiến trận. Ông ở trong số tù binh sống sót đến lúc trao trả. Sau khi trở về Pháp, ông là học giả nghiên cứu về chiến tranh Đông Dương nổi tiếng.
Năm 1967 ông là người giành giải Oscar cho Phim tài liệu hay nhất cho phim Trung đội Anderson. Bộ phim theo chân một Trung đội lính Mỹ trong sáu tuần vào thời kỳ đỉnh cao chiến tranh ở Việt Nam vào năm 1966.
Năm 1992, ông làm bộ phim chiến tranh Điện Biên Phủ. Phim được thực hiện với ngân sách lớn và những cảnh quay chiến tranh thực tế kèm sự hợp tác của cả Lực lượng Vũ trang Pháp và Quân đội Nhân dân Việt Nam, trong đó có nhiều cảnh quay tại Việt Nam và Điện Biên Phủ.
Ông là thành viên của Học viện Mỹ thuật Pháp (Académie des Beaux-Arts) từ năm 1988, và giữ chức chủ tịch thường niên năm 2007.

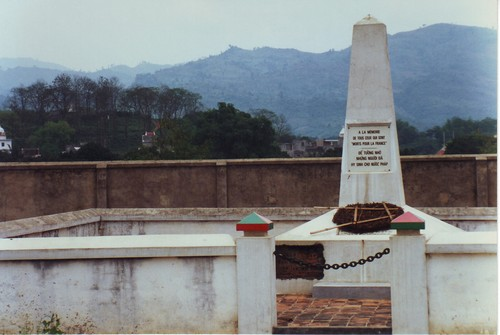
Đài tưởng niệm Pháp tại Điện Biên Phủ

## Thời trẻ
Pierre Schoendoerffer là người vùng Alsace, ngày nay phần lãnh thổ Alsace phía Pháp là một phần của vùng Grand Est . Từ thời Chiến tranh Pháp-Phổ (1870) đến Thế chiến thứ nhất (1914-1918), những người trong dòng họ Schoendoerffer phụng sự cho phía Pháp. Ông ngoại ông phục vụ trong quân đội Pháp, hy sinh năm 1914. Cha của ông là giám đốc bệnh viện Annecy, qua đời năm 1940 ngay khi Thế chiến thứ hai nổ ra.
Năm 1946, ông làm một ngư dân trên một tàu đánh cá nhỏ, rồi làm thủy thủ tàu buôn. Năm 1949, ông thực hiện quân dịch, là quân nhân thuộc đơn vị "Tiểu đoàn Thợ săn số 13" (13e BCA hay "13e Bataillon de Chasseurs Alpins"), và giải ngũ năm 1950.

## Phóng viên chiến tranh Đông Dương
Cuối năm 1951 ông thử vận may, tình nguyện làm nhà quay phim chiến tranh cho quân đội Pháp trong Service Cinématographique des Armées (SCA, Dịch vụ Điện ảnh Quân đội, giờ là ECPAD), và được gửi đến Sài Gòn, Đông Dương thuộc Pháp. Tại đó hạ sĩ Schoendoerffer đã gặp và trở thành bạn và là học trò của trung sĩ Jean Péraud thuộc Cơ quan Dịch vụ Báo chí Thông tin ("Services de presse et d'information", SPI), và ông cũng là bạn với nhà làm phim Raoul Coutard.
Sản phẩm SCA đầu tay của Schoendoerffer là bộ phim tài liệu ngắn 9 phút Première guerre d'Indochine (Chiến tranh Đông Dương lần thứ nhất, 1952), mà nội dung xuất hiện lại ba mươi năm sau trong phim L'Honneur d'un capitaine (Danh dự của một Đại úy, 1982).
Năm 1954, Péraud gửi yêu cầu cho ông thông qua điện tín về tham gia cùng trong trận Điện Biên Phủ, và ông đã nhảy dù cùng với Tiểu đoàn Nhảy dù Người Việt Nam số 5 (5e Bataillon de Parachutistes Vietnamiens). Do đó mà Schoendoerffer đã "tổ chức" sinh nhật thứ 26 của mình giữa cuộc bao vây kéo dài 57 ngày. Ông đã quay cảnh trận chiến cho SCA, nhưng khi quân Pháp thất bại và ngừng bắn, giống như những người lính khác ông đã phá hủy thiết bị để nó không rơi vào tay Việt Minh. Dẫu vậy thì ông vẫn giữ lại sáu cuộn phim dài 1 phút của SCA, sau này được chuyển cho Roman Karmen . Sự kiện này sau đó được chính con trai của ông là Frédéric, mô tả trên màn ảnh ở phim tư liệu Dien Bien Phu 1992.
Ông bị bắt giữ cùng gần 12 ngàn quân nhân đồn trú. Trên đường di chuyển đến trại ở Tuyên Quang, được coi là cuộc hành quân "qua khu rừng nóng ẩm trong khi không được cung cấp thức ăn, nước hoặc thuốc", ông cùng Jean Péraud và chỉ huy lính nhảy dù Marcel Bigeard đã bỏ trốn. Tuy nhiên ông và Bigeard bị bắt lại, còn Péraud mất tích . Khi bị bắt lại thì tình cờ Nguyễn Đình Thi chứng kiến, và ông Thi có giải thích rằng trong vùng rừng núi rộng lớn ở tây bắc Việt Nam không còn quân Pháp, việc bỏ trốn đi xuyên rừng về vùng quân Pháp kiểm soát là điều không thể.
Thời kỳ đó nhà điện ảnh Liên Xô Roman Karmen đang làm phim Việt Nam (tên phát hành tại Việt Nam là Việt Nam trên đường thắng lợi, 1955) . Roman Karmen đã có một vài cuộc gặp gỡ thân thiện với Schoendoerffer, nói với nhau về công việc của họ, và về việc tìm thấy 6 cuộn phim 1 phút của SCA, được trao lại cho Karmen sử dụng.

## Phóng viên tự do
Được trao trả vào tháng 08/1954 theo Hiệp định Genève, ông xuất ngũ vào tháng 01/1955. Ông ở lại Nam Việt Nam, trở thành phóng viên-nhiếp ảnh chiến tranh cho các tạp chí tin tức Pháp và Mỹ như Paris Match, France-Soir, Time, Life, Look.
Năm 1955 ông rời Nam Việt Nam, chu du Đông Á, sau đó đến Hollywood tìm cách học việc, nhờ vào mối quan hệ của ông với tạp chí Life. Tuy nhiên sau đó ông buộc phải rời đi vì không có Thẻ xanh.
Trở về Pháp ông đầu quân cho Tạp chí Pathé, tới Morocco nơi cuộc nổi dậy chống Thực dân Pháp đang diễn ra. Ông trở thành phóng viên chiến trường, quay những cuộc nổi dậy cho khán giả Pháp. Ở đó ông gặp Patricia, nhà báo của France Soir, người sau này trở thành vợ ông. Năm 1956, ông rời Pathé.